# شنكليش
الشَّنْكلِيش هو نوع من الأجبان أو الألبان المعتقة يعتبر أحد أشهر المقبلات السورية واللبنانية حيث يقدم بارداً بعد إضافة زيت الزيتون، البندورة والبصل اليه.

## معلومات
الشَّنْكلِيش (بفتح الشين وكسر اللام)، أو الشنغليش هو نوع من الجُبن المخمّر المصنوع من لبن البقر أو الماعز وهو من الأطباق الشائعة (ويعتبر من أكلات المونة) في سوريا، لبنان وفلسطين.

## الصناعة
الشنكليش هو جبنة شبيهة بنوع من أنواع الجبن الفرنسي Blue cheese وله رائحة مشابهة يتم تصنيعه من اللبن المسحوب الدسم والمخثر بالحرارة ويضاف له الملح بكمية زائدة ثم يكوّر ويدحرج على الفلفل الأحمر أو الزعتر، ويوضع تحت أشعة الشمس ليصبح كرات جامدة ثم يحفظ في أواني مغلقة (كانت تستخدم سابقا جرار مصنوعة من الفخار وتوضع في مكان دافئ لتتمكن الفطريات بالنمو بفعل الحرارة والرطوبة المتبقية في هذه الكرات).

## نوع الوجبة
ليس هناك توقيت معين لتناول الشنكليش وعادة يتناول بمصاحبة الشاي كغيره من المقبلات وبجانبه البندورة (الطماطم) والبصل والفلفل والخيار والنعناع ويضاف له زيت الزيتون.
يصنف ضمن ما يُعرف بـ “المازَة” وهي كلمة فارسية تستخدم في بلاد الشام، وتعني المشهّيات (المقبلات) وهي أصناف المأكولات التي تُؤكل قبل أو مع الطعام لكي تحفّز وتزيد من الشهية لذلك فالشنكليش ليس من الأطباق الرئيسية.